# Renault R24
La Renault R24 è una vettura di Formula 1, con cui la scuderia francese affrontò il campionato 2004.

## Stagione
Vennero confermati i due piloti della stagione precedente, Jarno Trulli e Fernando Alonso, con l'italiano che venne sostituito per gli ultimi tre Gran Premi da Jacques Villeneuve. La vettura fu molto competitiva. Trulli vinse a Monaco dopo essere partito dalla pole position e ottenne un terzo posto in Spagna, oltre a un'altra pole position in Belgio; Alonso ottenne un secondo posto in Francia dopo essere partito dalla pole position e tre terzi posti (Australia, Germania e Ungheria). La stagione si concluse al 3º posto.

## Risultati completi in Formula 1
| Anno | Team       | Motore               | Gomme | Piloti     |   |   |   |   |   |     |   |     |     |   |     |    |     |     |     |    |    |    | Punti | Pos. |
| ---- | ---------- | -------------------- | ----- | ---------- | - | - | - | - | - | --- | - | --- | --- | - | --- | -- | --- | --- | --- | -- | -- | -- | ----- | ---- |
| 2004 | Renault F1 | Renault RS24 3.0 V10 | M     | Trulli     | 7 | 5 | 4 | 5 | 3 | 1   | 4 | Rit | 4   | 4 | Rit | 11 | Rit | 9   | 10  |    |    |    | 105   | 3º   |
| 2004 | Renault F1 | Renault RS24 3.0 V10 | M     | Villeneuve |   |   |   |   |   |     |   |     |     |   |     |    |     |     |     | 11 | 10 | 10 | 105   | 3º   |
| 2004 | Renault F1 | Renault RS24 3.0 V10 | M     | Alonso     | 3 | 7 | 6 | 4 | 4 | Rit | 5 | Rit | Rit | 2 | 10  | 3  | 3   | Rit | Rit | 4  | 5  | 4  | 105   | 3º   |

### Oltre alla Formula 1
Nel 2004 The Stig pilota della serie inglese Top Gear con la Renault R24 stabilisce il tempo record del circuito di Top Gear con il tempo di 0:59,0.